# Меня зовут Джулия Росс
«Меня зовут Джулия Росс» (англ. My Name Is Julia Ross) — фильм-нуар, поставленный Джозефом Х. Льюисом по роману Энтони Гилберта «Женщина в красном». Свободный ремейк — «В зимнюю стужу» (1987).

## Сюжет
В Лондоне Джулия Росс в поисках работы приходит в новое бюро по трудоустройству. Узнав, что у неё нет близких родственников, её рекомендуют на должность секретарши к богатой вдове миссис Хьюз с постоянным проживанием. Миссис Хьюз одобряет Джулию и требует, чтобы она немедленно переехала к ней.
Через два дня Джулия, проснувшись, обнаруживает себя пленницей в поместье на морском берегу в Корнуолле. Все её вещи исчезли, а ей говорят, что она — Мэрион, жена Ральфа Хьюза, сына миссис Хьюз. Прислуге сказано, что Джулия перенесла нервный срыв, поэтому все её протесты игнорируются, а попытки к бегству пресекаются.
Джулия пишет письмо единственному близкому другу и поклоннику, Деннису Брюсу, и намеренно оставляет его на видном месте. Хьюзы подменяют письмо чистым листом бумаги и разрешают отправить его, не зная, что Джулия написала второе письмо. Ночью Джулия обнаруживает потайной ход в свою комнату и подслушивает, как Ральф признаётся матери, что он убил свою жену в припадке ярости и выбросил тело в море. Джулия нужна Хьюзам, чтобы инсценировать самоубийство Мэрион. Джулия имитирует попытку отравления, чтобы Хьюзам пришлось вызвать доктора. Миссис Хьюз отправляет к ней своего человека, Питерса. Когда  приходит «доктор», Джулия выкладывает ему свой план. Питерс немедленно отправляется в Лондон, чтобы перехватить письмо. Следом приезжает настоящий доктор, но Джулия отказывается разговаривать с ним. Доктор рекомендует срочно отправить её в больницу, но миссис Хьюз убеждает его вернуться утром. Питерс приезжает в Лондон и похищает письмо Джулии из почты, пришедшей на адрес пансиона, где живёт Деннис и где жила она сама. Квартирная хозяйка сразу обнаруживает пропажу и зовёт полицию, которая задерживает Питерса.  
Ночью Ральф разбирает ступени на лестнице и зовёт Джулию спуститься вниз, выдавая себя за Денниса. Джулия, обнаружив вместо лестницы провал, понимает, что её заманивают в западню. Забаррикадировав дверь своей комнаты изнутри, она пытается отвинтить решётку с окна, выходящего на скалистый обрыв. Ральф с миссис Хьюз быстро восстанавливают ступени лестницы, но прерывают работу, услышав отчаянный крик из комнаты Джулии. Ворвавшись в комнату, они видят открытое окно, а внизу, на камнях, тело Джулии. В этот момент приезжает доктор. Ральф спешит к телу, чтобы, если Джулия ещё жива, добить её. Он берёт камень и замахивается, но Деннис и полицейский, выскочившие из-за скалы, не дают ему совершить злодейство. А Джулия, живая и невредимая, поднимается с камней. Остолбеневшему Ральфу Джулия объясняет, что она вовсе не бросалась из окна, а просто бросила вниз свой халат, а сама вышла через потайную дверь. Подоспевшей миссис Хьюз объявляют, что она и её сын арестованы. Ральф отталкивает полицейского и бросается бежать. Но меткий выстрел останавливает его...

## В ролях
- Нина Фох — Джулия Росс
- Мэй Уитти — миссис Хьюз
- Джордж Макреди — Ральф Хьюз
- Роланд Варно — Деннис Брюс
- Анита Шарп-Болстер — Спаркс
- Дорис Ллойд — миссис Мэкки